# Takeru Kishimoto
Takeru Kishimoto (岸本 武流 Kishimoto Takeru?), född 16 juli 1997 i Nara prefektur, är en japansk fotbollsspelare.
Kishimoto började sin karriär 2016 i Cerezo Osaka. Efter Cerezo Osaka spelade han för Mito HollyHock och Tokushima Vortis.